# Мароновский переулок
Маро́новский переу́лок — улица в центре Москвы на Якиманке между 1-м Бабьегородским переулком и Крымским Валом. Здесь находится основное здание Государственного академического университета гуманитарных наук и издательство РАН «Наука».

## История

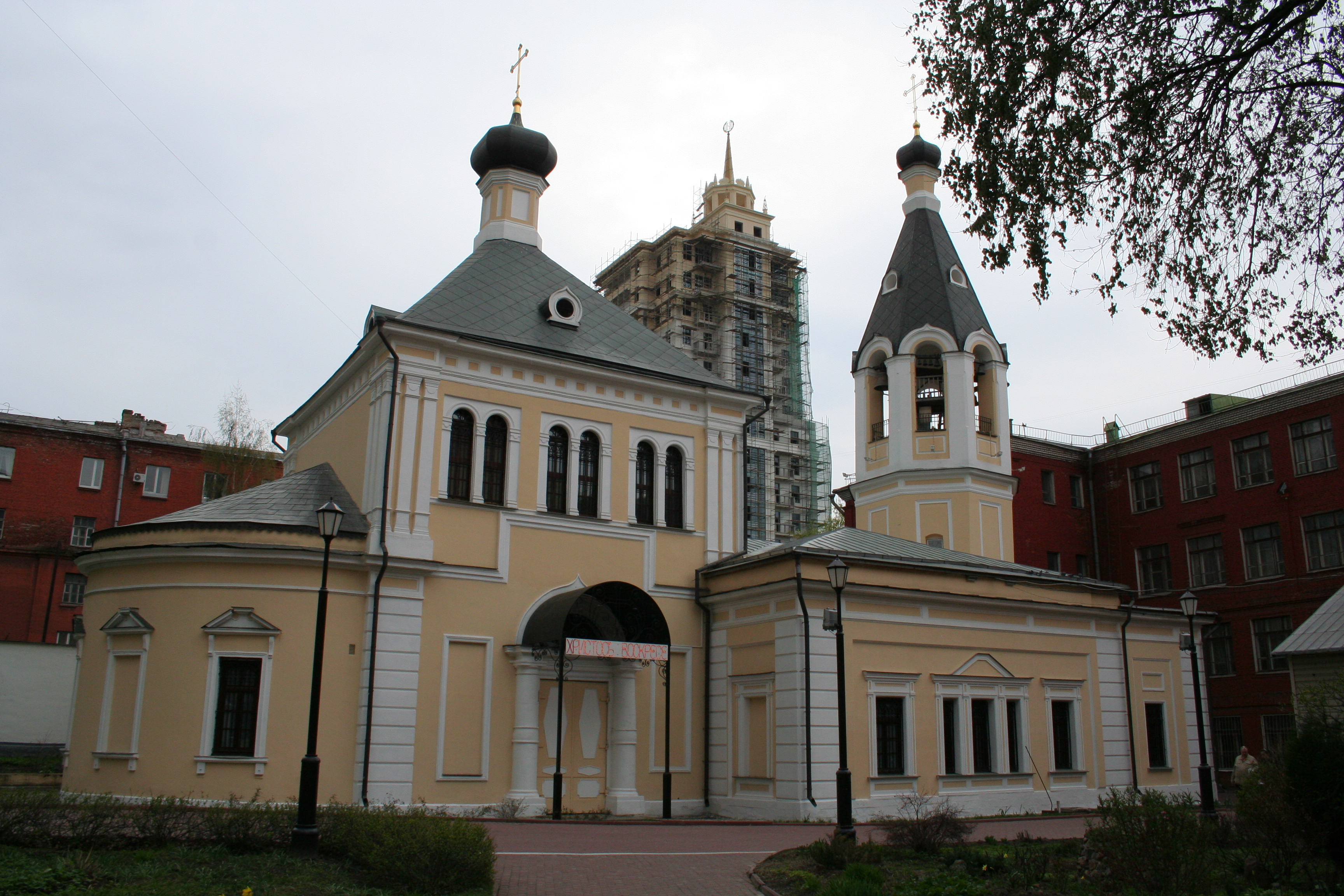
Храм Марона Пустынника в Старых Панех (Большая Якиманка, 32).

Не́когда назывался Староогородный переулок (до примерно 1909 года ), по находившимся на нём огородам; определение старый появились после образования Нового Огородного переулка (ныне 2-й Бабьегородский переулок). Назывался также Большим Якиманским (по улице Большая Якиманка). Современное название с конца XIX века по церкви преподобного Марона Исповедника, пустынника Сирийского.

## Описание
Мароновский переулок начинается от 1-го Бабьегородского, проходит на юг параллельно Большой Якиманке, пересекает Якиманский переулок, справа с ним сливается 2-й Бабьегородский переулок, заканчивается на Садовом кольце на улице Крымский Вал.

## Здания и сооружения
По нечётной стороне:

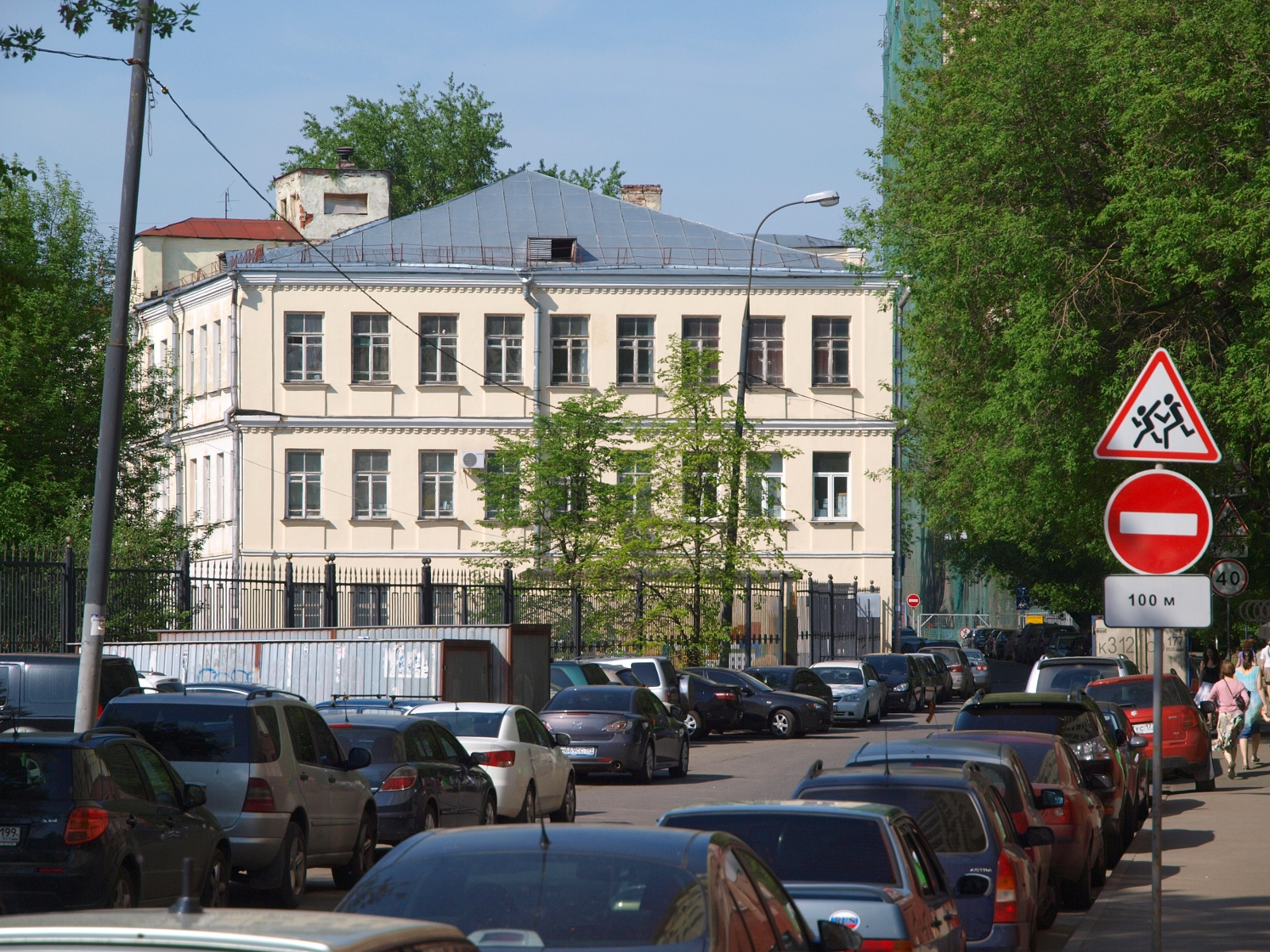
№ 26. Государственный университет гуманитарных наук.

- № 15, строение 1 — детский сад № 732;

По чётной стороне:
- № 26 — Государственный университет гуманитарных наук, Институт книжной культуры и управления; Издательство Российской академии наук «Наука»: журналы «Агрохимия», «Биология внутренних вод», «Биофизика», «Биохимия», «Вестник РАН», «Вопросы истории естествознания и техники», «Вопросы ихтиологии», «Вопросы философии», «Вулканология и сейсмология», «Геомагнетизм и аэрономия», «Геоэкология. Инженерная геология. Гидрогеология. Геокриология», «Защита металлов», «Земля и вселенная», «Журнал общей биологии», «Журнал физической химии», «Известия РАН. Серия биологическая», «Наука в России», «Нейрохимия», «Новая и новейшая история», «Общественные науки», «Общественные науки и современность», «Природа», «Проблемы машиностроения и надежности машин», «Радиационная биология», «Радиоэкология», «Успехи современной биологии», «Успехи физиологических наук», «Физиология человека», «Химия твердого топлива», «Человек»; киностудия «Наука-Видео».